# Eremogone oosepala
Eremogone oosepala är en nejlikväxtart som först beskrevs av Eugen Iwanowitsch Bordzilowski, och fick sitt nu gällande namn av Czer. Eremogone oosepala ingår i släktet Eremogone och familjen nejlikväxter. Inga underarter finns listade i Catalogue of Life.